# Fabrizio Carbone
Fabrizio Carbone (Viterbo, 26 dicembre 1942) è un giornalista e scrittore italiano.

## Biografia
Il suo primo lavoro a 22 anni è a MuseoEgizio di Torino e nel 1965 partecipa alla prima missione archeologica dell'Università "La Sapienza" in Egitto. Il libro che raccoglie i risultati di quegli scavi riproduce decine e decine di disegni e fotografie da lui eseguite. Giornalista professionista dal 1970. Ha lavorato alla redazione romana de Il Resto del Carlino dal 1968 al 1972 (nel 1972 da New York), dal 1973 alla redazione romana de La Stampa fino al 1978 e alla redazione romana di Panorama dal novembre 1978 fino al 2002. All'inizio della sua attività si è interessato soprattutto di attualità, cronaca nera e giudiziaria. Dopo aver seguito inchieste giudiziarie, scandali politici e trame eversive (fino al rapimento e all'uccisione di Aldo Moro) ha riversato il suo interesse, negli ultimi 30 anni di attività, per lo più sulle tematiche legate alla cultura, all'ambiente e alla protezione della natura. Per la casa editrice Iperborea ha scritto le introduzioni dei primi 5 libri di Arto Paasilinna pubblicati in Italia.
A partire dalla metà degli anni ottanta ha prodotto e diretto, insieme a Riccardo Truffarelli (gruppo 6 aprile, Perugia) numerosi documentari in Amazzonia, Costa Rica, Norvegia, Finlandia, Inghilterra, Italia per i programmi culturali della Rai3, tra cui Geo, Geo&Geo, il Viaggiatore. Ha fondato la società di produzione Imago Naturae insieme a Federica Chiozza e Alessandro Eusebi. Eusebi ha partecipato a viaggi e spedizioni in Alaska, Finlandia, Scozia, isole Shetland, Svezia, isola di Gotland, Estonia, Inghilterra lavorando sia alle riprese che al montaggio di numerosi video per il Wwf, Romanatura, ARP Lazio.
Ha scritto e firmato 6 speciali, tra il 2004 e il 2007, per la trasmissione Stella del Sud (Rai 1) in Etiopia, Tanzania, Amazzonia, Groenlandia, Norvegia, Mauritania.
Dipinge da oltre 65 anni. La ricerca pittorica, olio su tela e acquerello su carta, spazia tra l'astrattismo naturalistico e il verismo che si rifà alla wildlife art anglosassone: dipingere dal vero animali e ambienti. Ha esposto ed espone in mostre collettive e personali in Italia e all'estero. È socio onorario dell'Aipan (associazione italiana per l'arte naturalistica) ed è tra i fondatori del progetto Ars et Natura, insieme ad un gruppo di artisti fra cui Concetta Flore, Federico Gemma, Graziano Ottaviani e Marco Preziosi, Stefano Maugeri e Ale Troisi. 
Coinvolto da sempre nella protezione e nella conservazione della natura è stato tra i soci fondatori del Wwf Italia, consigliere nazionale della stessa associazione, nel 2002, ma anche, nei primi anni ottanta, di Legambiente e Lipu. È direttore responsabile di Greenpeace News. Dal 2021 è ambasciatore del Terzo Paradiso di Michelangelo Pistoletto. Vive tra Roma e Kuusamo, Finlandia del Nordest.

## Onorificenze
È stato insignito Cavaliere dell'Ordine della Rosa bianca di Finlandia dal Presidente della Repubblica finlandese, signora Tarja Halonen .

## Premi (selezione)
- Premio Airone d'argento (1990)
- Premio Enea (1998)
- Premio speciale al 15° Sondrio Festival con Ekenas, il regno degli edredoni, 2001, con  Alessandro Eusebi
- Primo premio al Festival del documentario ornitologico del Delta del Po, Koillismaa, notizie dalla taiga artica (2007)
- Premio Green Book nazionale 2025 per miglio libro di poesia dedicata all'ambiente con il libro "Lascia la porta socchiusa" Pandion edizioni

## Mostre personali e collettive (parziale)
Natura di Notte, collettiva dell'Aipan, al Museo di Storia Naturale di Genova 2024 e al Casale dei Cedrati di Villa Doria Pamphili a Roma 2025
L'Albero degli alberi, collettiva dell'Aipan (Associazione italiana per l'arte naturalistica), Orto Botanico di Villa Corsini. Roma, dicembre 2019
La Natura con gli occhi di Leonardo, collettiva dell'Aipan, Sala Espositiva Comunale Venaria Reale, giugno 2019
Kuusamon Taika, i 15 di Ars et natura, mostra e libro al Luontokuvakeskus di Kuusamo, 2017-2018
La natura in Maremma, Castiglione della Pescaia, villa Ximenes, 2017 con l'AIPAN
- Terre d'Africa tra deserti e savane, Roma, 2011, con Concetta Flore e Federico Gemma, Sala Margana
- Attraversamenti, Roma 2010, personale sala Margana
- La Natura e l'Arte all'Argentario, Monte Argentario, 2010
- Portatrici d'Acqua / I segni dell'acqua, Roma, 2010
- Fabrizio Carbone / Stefano Unterthiner - Le notti dell'orso, Roma, 2010
- Aurore boreali e altri animali, Roma 2008, personale sala Margana
- Midsummer Festival 2007, Roma, personale 2007
- Natura in punta di Pennello, Villa Welsberg, Parco di Paneveggio Pale di San Martino, 2003 con Ars et Natura
- Ars et Natura in Kuusamo, luglio-settembre 2002, gli 11 di Ars et natura
- Natura su Tela, Bellagio, con Ars et Natura, Grand Hotel Villa Serbelloni, 2002
- Incontro tra arte e natura, Spello, 2002, con Angelo Cucciarelli
- La natura in punta di pennello, Genova, Museo civico di storia naturale, ottobre 2001-gennaio 2002
- 1ª mostra nazionale AIPAN, Roma, 2001
- Festa festival, Spello, 1991, collettiva
- Lungo i sentieri d'acqua, 1988, Roma, Orto Botanico. Perugia, Helsinki. Con Lilli Stenius, Angelo Cucciarelli, Osmo Visuri
- Sognando Bialowieza, 1987, personale a Cracovia e Varsavia
- Viaggio di Ritorno, Underwood, Roma, 1986 con Angelo Cucciarelli
- Mostra personale, Galleria la Fontanella, Roma1964
- Mostra personale, Salone delle Terme Berzieri, Salsomaggiore Terme, 1960

## Opere principali
- Il momento che è in noi, poesie, Echi d'Italia, 1966
- Palude incanto della vita selvaggia, Cappelli, 1972
- Proibito in Tv: tutti i censori e i censurati che hanno fatto la storia della Rai-Tv, Milano, Mondadori, 1985
- Manuale Verde, ciò che puoi e devi fare contro gli inquinamenti, Milano, Mondadori/ Lega per l'Ambiente, 1989
- Quaderno di educazione ambientale, Le Monnier, 1990
- Reporter Verde, e/o, 1993
- Racconti di Acqua e di neve, e/o, 1993
- I gironi infernali dell'Amazzonia, Theoria, 1993
- L'isola bifronte, Libreria Internazionale il Mare, 1996
- Coste e piccole isole, Editrice Dattena, 1998
- Funghi e orchidee, Editrice Dattena, 1998
- Monti e boschi, Editrice Dattena, 1998
- Paludi, lagune e stagni costieri, Editrice Dattena, 1998
- I coralli sono morti, Stampa Alternativa, 1999
- I parchi naturali di Roma, Roma Natura, 2001
- I diari di Tolva, Pandion, 2004
- I diari di Seronera, con le fotografie di Patrizia e Federica Chiozza, Pandion, 2005
- I pinguini, Franco Muzzio editore, 2006
- La magia della Taiga, fotografie di Hannu Hautala, testi di Fabrizio Carbone, Cogecstre, 2007
- Paleosuoli, Pandion, 2007
- Selvaggia Susi, Pandion Darwin, 2010
- La coda delle volpi, Animali, uomini e paesaggi del Grande Nord, Orme, 2016
- Kuusamon Taika (La magia di Kuusamo), Pandion e Wildart edizioni, 2017, 194 pagine. Libro dipinto dai 15 artisti del gruppo Ars et Natura. Testi di Fabrizio Carbone, libro in inglese e in finlandese
- 7 W 84th Street, NYC 1972, raccolta di fotografie di New York City, Yard Press 2017
- La valle del fiume alto, racconto stampato in 100 copie , numerate e firmate dall'autore, Pandion, Natale 2018
- Sguardi Paralleli, fotografie di Hannu Hautala e Domenico Ruiu, testi di Fabrizio Carbone, Publinova Negri Editore 2019
- Lezioni di felicità, Fabrizio Carbone insieme a 18 bimbi: 11 settimane disegnando in giro per il mondo virtuale, Pandion, 2020

* The Painted Park, to celebrates the centennial of Abruzzi, Lazio and Molise National Park, Pandion edizioni e Fondation Segrè, Ginevra, Fabrizio Carbone insieme a 15 artisti ,2022
° Pienea suomalaisa satuya/Piccole fiabe finlandesi, testi di presentazione in finlandese e italiano, fiabe disegnate da Fabrizio Carbone. 200 copie numerate firmate dall'autore, Pandion, natale 2022
°Lascia la porta socchiusa, Pandion edizioni 2004, poesie e immagini